# La Florida (Caracas)
La Florida (o simplemente "Florida") es una urbanización situada en la Parroquia El Recreo del Municipio Libertador al este de Caracas y en el centro geográfico del Distrito Metropolitano de Caracas, con sectores bien definidos para la clase media baja, la clase media y la clase media alta. Los sectores Las Lomas de San Rafael y Alta Florida son, en líneas generales, los más exclusivos de la urbanización. Es parte del distrito Sabana Grande, el cual es un importante foco financiero, comercial, turístico y cultural dentro de la ciudad en el Distrito Capital. La Urbanización La Florida es un sector principalmente residencial, con pequeños focos comerciales.

## Geografía
La urbanización La Florida es una de las zonas residenciales más importantes de Caracas. Se encuentra rodeada -a grandes rasgos- al norte por la "Alta Florida" (que en realidad es un sector de la misma urbanización, pero por motivos socioeconómicos se separa), al este por "El Country Club" y "Altamira", al sur por "Sabana Grande" y al oeste por "San Bernardino", "Los Caobos" y el "Casco Central de Caracas". A dos escasos km se encuentra la Plaza Venezuela y el puente sobre la autopista Fajardo hacia la Universidad Central de Venezuela.
La Urbanización La Florida tiene muy buenas comunicaciones, gracias al hecho de estar ubicada entre la "Cota Mil" y la "Avenida Libertador" y de estar atravesada por la "Avenida Andrés Bello" y la "Avenida Las Palmas". Hay dos estaciones del metro caraqueño a medio km de distancia, cerca de la "Plaza Venezuela" y del bulevar de Sabana Grande.

## Historia
Originariamente el área donde hoy se levanta la Urbanización La Florida era una Hacienda cafetalera, parte de Sabana Grande. Los terrenos cerca de Sabana Grande habían adquirido valor en esa época, lo que hizo rentable construir una lujosa urbanización al norte de dicho sector. Anabell Collazos Plata comenta: 

Al adquirir valor los terrenos adyacentes al Norte de Sabana Grande, en 1929 el empresario Juan Bernardo Arismendi realiza un proyecto urbanizador dando como resultado la asociación civil La Florida, con calles arboladas, amplias aceras, separadores viales arbolados y arquitectura de variados lenguajes estilísticos´ (Pérez Rancel 2010:55). El transporte público hacia esta urbanización salía de la Calle Real de Sabana Grande, siendo este un punto intermedio entre La Florida y el resto de la ciudad; lo cual contribuyó al crecimiento urbano de la zona.
Anabell Collazos Plata

Junto a Juan Bernardo Arismendi, el empresario Luis Roche la desarrolló en los años treinta y cuarenta, creando uno de los mejores "Clubs" de la sociedad pudiente caraqueña: el Club La Florida. Actualmente en esos terrenos se levanta la monumental Iglesia de la Chiquinquirá.

Uno de los atractivos de La Florida fue su Club, con su inmensa piscina y donde se realizaron numerosos campeonatos de natación. Con el tiempo el club dio paso al Instituto Escuela y posteriormente el terreno lo adquirieron los padres capuchinos, orden que erigió en ese lugar la monumental iglesia de la Chiquinquirá y el colegio San Antonio. Jose Jacobi

Parece (aunque hay otras opiniones) que el nombre le fue dado por la esposa italiana de Luis Roche, Beatrice, que era amante de las flores y quería una urbanización llena de flores, que en italiano se dice "florida" (con acento en la "o"): en efecto la propaganda inicial de la urbanización en construcción indicaba que era "un jardín de Caracas".
A principios de los años sesenta la Urbanización La Florida empezó a llenarse de edificios de lujo y estaba poblada principalmente por europeos (Italianos, Españoles-Portugueses y Judíos de Europa centro-oriental). La presencia de Italianos y sus descendientes era muy numerosa hasta los años ochenta y noventa, al punto de que en la parte alta de la urbanización se encuentra el único colegio oficialmente italiano de Venezuela: el "Agustin Codazzi".

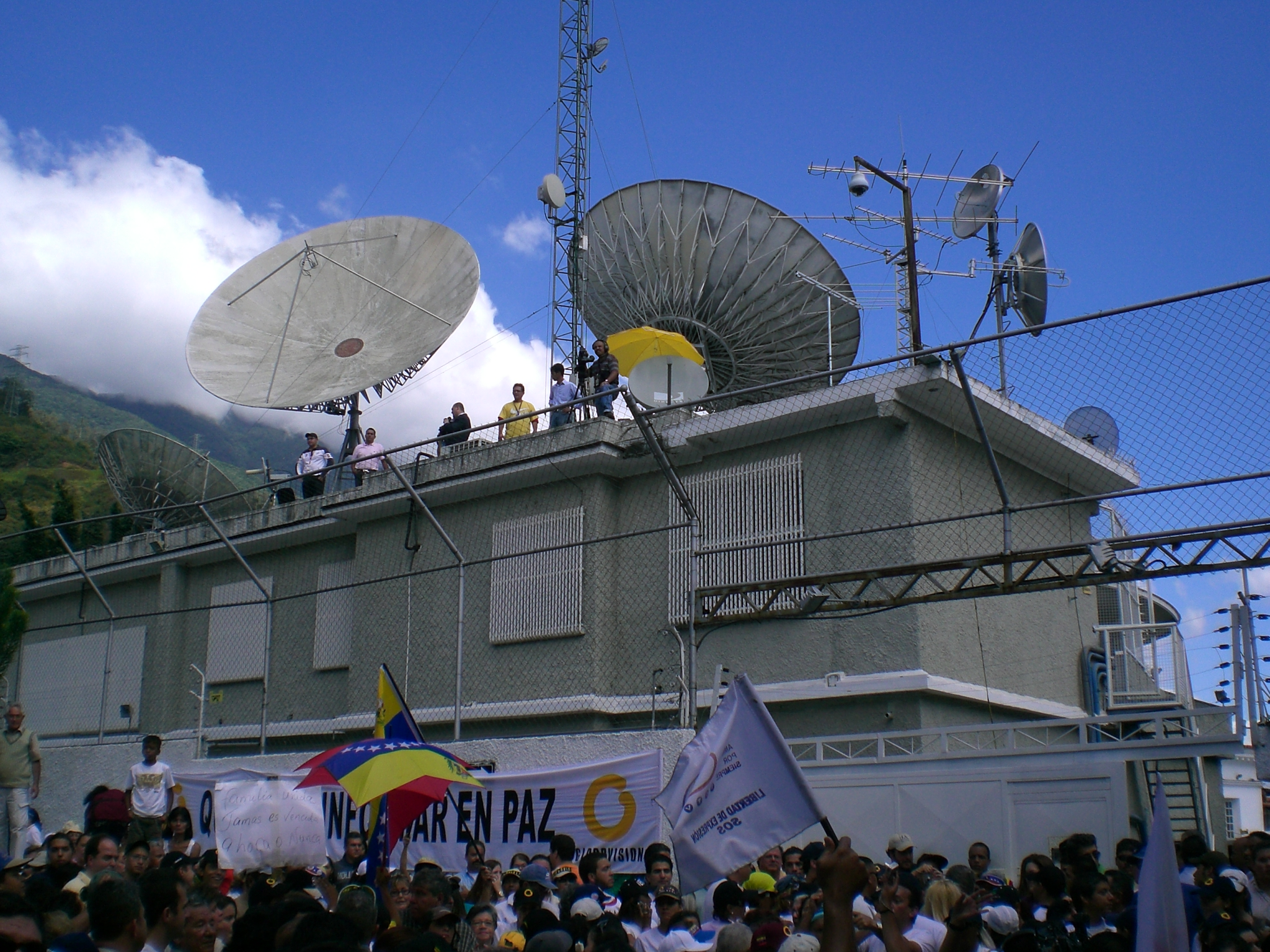
Sede de Globovisión

Actualmente tiene cerca de 40.000 habitantes, siendo una de las urbanizaciones de Caracas con más verde por habitante. La parte superior de la urbanización, que se llama San Rafael de la Florida ha sido declarada "vinculada" y no se permiten edificios: es la única que ha quedado inalterada -con quintas muy bellas- desde los tiempos de Luis Roche. Un promotor de esta acción conservacionista fue el presidente Jaime Lusinchi (que vivía desde joven en una de estas quintas).

Al Norte del río Guaire se emprendieron "San Bernardino" (1939)  proyectada por el Ingeniero francés Maurice Rotival, "La Florida" (1929) con la participación de Juan Bernardo Arismendi y Luis Roche, "Los Caobos" (1939-1941) también por iniciativa de Luis Roche a  partir del nodo de la Plaza Venezuela.Francisco Perez Gallego